# Cristóbal Bernaldo de Quirós
Cristóbal Bernaldo de Quirós y Mazo (Madrid, 1618 - Asunción de Popayán, 11 de mayo de 1684) apodado como ''El obispo indigno'', fue un clérigo y sacerdote español que ejerció como 12° Obispo de Popayán (1672-1684) y anterior a este cargo fungió como Obispo de Chiapas (1670-1672), además desempeñó importantes cargos eclesiásticos en las sedes episcopales de Arequipa, Quito y Lima.

## Biografía
Cristóbal Bernaldo de Quirós (o Quiroz) y Mazo nació en el año de 1618 en la ciudad de Madrid, capital de la Corona de Castilla y del Imperio español en general, su padre fue don Juan Bernaldo de Quirós quien era el guardarropa y ayuda de cámara de Felipe II y Felipe III (al igual que su abuelo paterno, Juan Bernaldo como ayuda en Borgoña (1573-1575) y como guardarropa hasta 1597), y caballerizo de la reina Margarita de Austria-Estiria, que a su vez procedían de un fino linaje que se remonta al siglo IX, adquiriendo prestancia por sus servicios de armas contra los moros y luego como gentileshombres de la cámara del rey de Castilla desde el siglo X.
Cursó sus estudios primero en la Universidad de Alcalá y los finalizó en la Universidad de Salamanca, donde obtuvo el grado de Bachiller en Cánones (que también lo recibió de la Universidad de Sevilla en 1640). Al poco tiempo, comenzó su formación eclesiástica siendo ordenado sacerdote en el año de 1641 en la ciudad de Lima: encomendándole el título de una canonjía en el obispado de Arequipa, la cual ocupó hasta 1647,para el año siguiente fue nombrado como tesorero de la catedral de Quito y con el tiempo fue promovido a los cargos de arcediano y chantre de la misma diócesis, recibiendo una Cátedra en Moral en la Universidad Central de Quito.
En 1655 fue el provisor del obispo Agustín de Ugarte Sarabia además de desempeñarse como examinador y vicario general entre diciembre de 1660 y enero de 1664; siendo informarte al consejo de indias, fungiendo como si fuera el deán de la catedral sin realmente serlo como tal.
Hacia 1661, se posesionó como canónigo de la catedral de Lima, sirviendo como juez ordinario del Santo Oficio y provisor del arzobispo.

### Episcopado
En 1665, don Cristóbal fue propuesto como tercer candidato para ser elegido como Obispo de Huamanga (o Guamanga) en sustitución del fallecido Cipriano de Medina y Vega, siendo respaldado por el Consejo de Indias: el presidente y el pleno de la Audiencia de Quito, el cabildo catedralicio quiteño y los obispos Ugarte y De la Peña, al igual que el arzobispo de Lima Pedro de Villagómez y la Audiencia de Lima, todos en su conjunto escribieron a su favor ante el rey.No obstante, el candidato elegido resultó ser Vasco de Contreras y Valverde, que para ese momento fungía como décimo Obispo de Popayán.
El 23 de abril de 1670, fue nombrado en consulta como nuevo Obispo de Chiapas (o San Cristóbal), iniciando su mandato el 1 de septiembre del mismo año, sin embargo, nunca llegó a posesionarse en su sede y tampoco recibió su consagración como prelado durante su periodo de casi 2 años en la diócesis.
Fue promovido como el 12° Obispo de Popayán de manera premeditada el 16 de mayo de 1672, por lo que recibió su ordenación episcopal en Roma, el 16 de junio de 1672 de manos del propio papa Clemente X, posteriormente emprendería su viaje a su nueva diócesis.
Ya instalado en su sede, emprendió las obras finales de la segunda catedral que habían iniciado sus predecesores desde los tiempos de Domingo de Ulloa, por lo que entre estas nuevas adiciones se destaca la construcción entre 1673 a 1682 de la Torre del Reloj (único remanente de la segunda catedral) cuyo modelo se inspiró desde Chiapas, México (su antigua sede episcopal),que es uno de los legados más importantes que dejó el obispo en la ciudad siendo uno de sus monumentos más reconocidos y visitados hoy en día, desde su finalización y hasta la actualidad ha fungido como torre-campanario para la catedral de la diócesis. Aún se puede apreciar en la base de su cara norte, una inscripción en piedra que recuerda al ''Obispo Indigno de Quirós'' como el promotor y constructor de aquella torre y le pide especialmente que recen por su alma quienes lean aquellas palabras.
En 1681, el matrimonio conformado por don Juan Antonio de Velasco y doña Gerónima de Velasco y Noguera pidieron formalmente ante el obispo la autorización para la construcción de una capilla en unos terrenos adquiridos por la pareja en la cima de la colina de Belén, cuya licencia se les concedió por el prelado e iniciaron al poco después la construcción y este sencillo templo consagrado en el año de 1689 sería el germen del actual Santuario de Belén. Sin embargo, monseñor Cristóbal no alcanzaría a ver terminada la primera fase de esta iglesia, debido a que falleció el 11 de mayo de 1684 en Popayán, siendo sepultado en la antigua segunda catedral de la ciudad que sería destruida por un terremoto en 1736.